# Wang Jian
Wang Jian (caratteri cinesi: 王翦; pinyin: Wǎng Jiǎn; Guanzhong, III secolo a.C. – Qin, III secolo a.C.) è stato un generale cinese vissuto durante il periodo dei regni combattenti.
Il suo villaggio natale aveva il nome di Dongxiang, nella città di Pinyang (attualmente a nord-est di Fuping, nella provincia dello Shaanxi).

## Maggiori successi
Wang Jian condusse l'esercito dello stato di Qin alla conquista di Handan, la capitale del regno di Zhao. Inoltre, sconfisse gli stati di Yan, Zhao e Chu. Insieme a Bai Qi, Lian Po e Li Mu, fa parte dei quattro generali più prestigiosi del periodo dei regni combattenti.

## Conquista di Chu, 225-223 a.C.
Nel 225 a.C., solo tre dei regni combattenti erano rimasti indipendenti: Chu, Yan e Qi. Lo stato di Chu si era ripreso abbastanza bene dopo la disastrosa sconfitta contro Qin nel 278 a.C., nonostante la perdita della capitale storica Ying (attualmente la città di Jingzhou). Nonostante l'ampio territorio ed il gran numero di risorse e di manodopera, ciò che portò Chu al decadimento fu la diffusissima corruzione del suo governo, che rovesciò le riforme legali dello statista Wu Qi di 150 anni prima. Tale Wu Qi aveva trasformato lo stato di Chu nel più potente regno tra gli stati combattenti, con un'area territoriale che comprendeva quasi la metà del chilometraggio di tutti gli altri stati messi insieme. Ironicamente, Wu Qi proveniva dallo stesso stato di Shang Yang (lo stato di Wei), il quale mise in pratica le riforme legali che resero invece lo stato di Qin la più potente macchina da guerra dell'epoca.
Il re di Qin, Ying Zheng, decise di porre definitivamente fine a ciò che rimaneva dello stato di Chu nella città di Huaiyang. Secondo il capitolo dello Shiji (opera dello storico Sima Qian) che riguardava i grandi generali del periodo dei regni combattenti, Ying Zheng aveva inizialmente chiesto al primo generale Wang Jian di condurre l'invasione, tuttavia il militare rifiutò credendo che non fosse il periodo giusto per attaccare. In effetti, il primo tentativo di invasione fu un disastro: 200.000 delle truppe Qin furono sconfitte da 500.000 truppe Chu nel territorio poco familiare di Huaiyang, che si trova a nord delle attuali provincie del Jiangsu e dello Anhui. Il generale Qin che aveva condotto le truppe alla sconfitta aveva il nome di Li Xing. Solo successivamente fu richiamato Wang Jian, che accettò di condurre una seconda invasione nel 224 a.C. richiedendo un esercito di 600.000 uomini.
Il morale di Chu era ormai alle stelle dopo aver inflitto la grave sconfitta all'esercito di Qin comandato da Li Xing, tuttavia Wang Jian preparò accuratamente il suo esercito a combattere nel territorio Chu, facendo momentaneamente credere allo stato nemico di attendere nelle proprie fortezze. Dopo un anno di attesa, il generale Xiang Yan di Chu decise di sciogliere l'esercito a causa dell'inattività di Qin, fu allora che Wang Jian invase e sconfisse Huaiyang e le rimanenti forze Chu. Xiang Yan riuscì inizialmente a tenere testa all'esercito Qin infliggendogli gravi perdite, finché tuttavia il re Fuchu di Chu non fu ucciso da Meng Wu, padre di Meng Tian e braccio destro di Wang Jian. Un anno più tardi Xiang Yan si suicidò, permettendo la definitiva conquista di Chu da parte di Qin nel 223 a.C. Durante il loro periodo d'oro, gli eserciti di Chu e Qin contavano insieme più di 1.000.000 di uomini, un numero di gran lunga superiore di quello della campagna di Changping tra Qin e Zhao di 35 anni prima.
Nel sito della battaglia di Huaiyang sono state ritrovate le lettere di due soldati semplici Qin, Hei Fu (黑夫) e Jin (惊), che fungono da testimonianza della lunga attesa protratta da Wang Jian prima di attaccare. Entrambi i soldati, infatti, richiedevano alle famiglie rifornimenti di abbigliamento e denaro in vista della lunga attesa.

## Cultura di massa
Wang Jian è una delle 32 figure storiche che appaiono come personaggi speciali nel videogioco Romance of the Three Kingdoms XI, della Koei.